# Керри, Норман
Но́рман Ке́рри (англ. Norman Kerry; 16 июня 1894[…], Рочестер, Нью-Йорк — 12 января 1956[…], Лос-Анджелес, Калифорния) — американский киноактёр.

## Биография
Арнольд Кайзер (настоящее имя актёра) родился 16 июня 1894 года в Рочестере, штат Нью-Йорк, в семье эмигрантов из Германии. С началом Первой мировой войны он сменил своё явно немецкое имя на безликое англизированное Норман Керри. Начал работать с юных лет в семейном бизнесе по продаже кожаных изделий, но вскоре сменил поле деятельности, став театральным агентом.
В 1916 году он познакомился с актёром Рудольфом Валентино, который помог сделать Керри первые шаги в кинематографе. В том же году Норман Керри снялся в трёх фильмах в эпизодических и второстепенных ролях, а уже в следующем году впервые получил главную роль — в ленте «Маленькая принцесса». К Керри быстро пришёл успех: высокого мускулистого молодого человека с чёрными зализанными назад волосами и тонкими нафабренными усиками режиссёры охотно приглашали в свои картины на роль лихого сорвиголовы или соблазнительного весёлого повесы.
Керри много снимался в конце 1910-х годов, в 1920-х, но с приходом звукового кино его карьера резко пошла на спад: у актёра был плохой голос. Последний его «активный» год — 1931, после этого он появился на экране лишь дважды: в 1936 и 1941 годах.
C началом Второй мировой войны 45-летний Норман Керри записался во Французский Иностранный легион, но вернулся в США через год, после капитуляции Франции.
Норман Керри скончался 12 января 1956 года в Лос-Анджелесе, похоронен на Кладбище Святого креста в Калвер-Сити. В 1960 году Керри посмертно был удостоен звезды на Голливудской Аллее славы (6724, Голливудский бульвар) за вклад в киноиндустрию.
Норман Керри был женат трижды. Его последняя жена — актриса Кэй Инглиш.

## Избранная фильмография

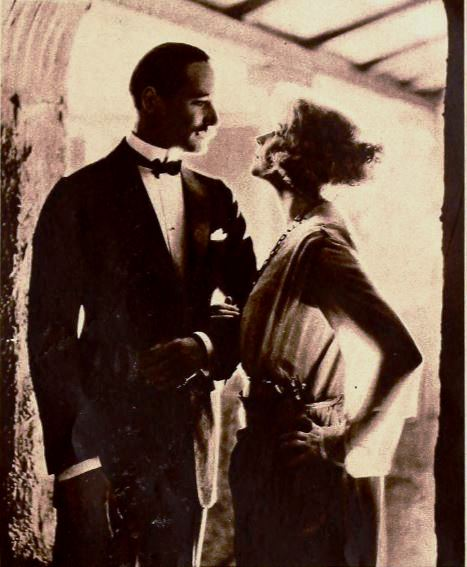
В фильме «Солдаты удачи» с Анной Нильссон.

За свою кинокарьеру длиной в 17 лет Керри снялся в 66 фильмах, подавляющее большинство из которых были немыми.
- 1917 — Маленькая принцесса / The Little Princess — Ричард Кру
- 1917 — Маленькая американка / The Little American — раненый солдат (в титрах не указан)
- 1918 — Амарилли с аллеи Клозес-Лайн[англ.] / Amarilly of Clothes-Line Alley — Гордон Филлипс
- 1920 — Площадка для игр страсти[англ.] / Passion’s Playground — принц Ванно Делла Робиа
- 1922 — Три живых привидения[англ.] / Three Live Ghosts — Билли Фостер
- 1923 — Карусель / Merry-Go-Round — граф Франц Максимилиан фон Хохенег
- 1923 — Горбун из Нотр-Дама / The Hunchback of Notre Dame — Феб де Шатопер, капитан королевских стрелков
- 1924 — Надёжный как сталь / True as Steel — Гарри Бутелл
- 1924 — Цитерия[англ.] / Cytherea — Пейтон Моррис
- 1925 — Призрак Оперы / The Phantom of the Opera — виконт Рауль де Шаньи
- 1926 — Мадемуазель модистка[англ.] / Madamoiselle Modiste — Этьен
- 1926 — Барьер / The Barrier — Мод Баррелл
- 1927 — Неизвестный / The Unknown — Малабар, цирковой силач
- 1927 — Энни Лори[англ.] / Annie Laurie — Иэн Макдональд
- 1928 — Женщина из Москвы / The Woman from Moscow — Лорис Ипанов
- 1931 — Квартира холостяка[англ.] / Bachelor Apartment — Ли Грэм, театральный продюсер
- 1941 — / англ. Tanks a Million — майор